# كتري
تقع قرية كتري في ولاية الجزيرة بوسط السودان على ارتفاع 412 متر (1351 قدم) فوق سطح البحر، وتبعد عن الخرطوم بحوالي 237.11 كيلو متر (147.33ميل)، غرب مدينة المناقل أحد مدن ولاية الجزيرة حوالي 63.41 كيلو متر (39.40م) شرق مدينة الكوة إحدى مدن ولاية النيل الأبيض حوالي 22.46 كيلو متر (13.95 ميل).